# Бонайре
Бона́йре, также Боне́йр (нидерл. Bonaire, произношение [boːˈnɛːr(ə)] (слушать)о файле; папьям. Boneiru, [buˈneiru] или [boˈnɛiru]) — остров в Карибском море из группы Подветренных островов, входящих в архипелаг Малых Антильских островов, в 90 км севернее венесуэльского побережья. Вместе с прибрежными островками является особой общиной Нидерландов, которая, однако, не входит ни в одну из нидерландских провинций, а вместе с двумя другими общинами на Малых Антильских островах составляет нидерландское владение Бонайре, Синт-Эстатиус и Саба, также называемое Карибскими Нидерландами.
Население — 15 666 человек (2011 год). Административный центр и крупнейший город — Кралендейк. Самое старое поселение — Ринкон к северо-западу от Кралендейка. Поселение было основано испанцами в начале XVI столетия.

## География
Длина острова с северо-запада на юго-восток менее 40 км, максимальная ширина — 11 км, площадь в 288 км². Представляет собой вершину подводных возвышенностей материкового шельфа, обрамляющего южноамериканский материк. Низменное побережье Бонайре к северу медленно повышается, постепенно переходя в холмистую область, окружённую лагунами и заливами национального парка «Вашингтон-Слагбай». Высота до 241 м (гора Брандарис). Рядом с островом Бонайре находится необитаемый островок Клейн-Бонайре (Малый Бонайре).
Парк «Вашингтон-Слагбай» открыт в 1969 году и занимает 55 км² (20 % территории острова), покрытых кустарником холмов и озёр, изрезанных многочисленными пешими тропами. Парк занимается охраной природных комплексов аридных земель, зарослей высоких кактусов, мест гнездований розовых фламинго, а также многочисленных разновидностей попугаев, летучих мышей, игуан и ящериц. Протяжённый коралловый риф, который окружает остров Бонайре, с 1979 года имеет статус Национального морского парка, причём под охраной находится весь подводный мир от поверхности моря до глубины в 60 метров. Заповедник Пекелмер на Бонайре — самое большое гнездовье фламинго в западном полушарии.
В фауне острова представлены ящерицы, летучие мыши, около 200 видов птиц, одичавшие козы. В водах вокруг острова зарегистрировано более 450 видов рыб, четыре разновидности морской черепахи и около 70 видов водорослей.
Местное время UTC-4.

## История
Первыми известными жителями острова были индейцы племени какетиос, заселившие Бонайре приблизительно в X веке до нашей эры. В течение всего 20 лет после их первого контакта с европейцами, появившимися у берегов Бонайре в 1499 году, большинство индейцев вымерло от болезней или было вывезено на Гаити. В течение почти ста лет здесь жили только ссыльные поселенцы из стран Южной Америки. Со временем переселенцы из Европы основали небольшие поселения на месте современного Ринкона и в районе Антриол, севернее современной столицы острова. В ответ на захват испанцами острова Святого Мартина голландцы оккупировали Бонайре в 1633 году, но лишь в 1791 году он официально вошёл в состав владений короны.
Остров имеет свой гимн.